# Padang
Padang (indonéská výslovnost: [ˈpadaŋ]) je největší město na západním pobřeží Sumatry a hlavní město provincie Západní Sumatra. Rozkládá se na území o velikosti 695 km² a v roce 2014 v něm žilo 1 024 906 obyvatel.

## Demografie
Historický vývoj počtu obyvatel
| Rok  | Počet obyvatel | ±%     |
| ---- | -------------- | ------ |
| 1819 | 8 500          | —      |
| 1874 | 25 000         | +194,1 |
| 1930 | 52 054         | +108,2 |
| 1971 | 195 912        | +276,4 |
| 1980 | 480 607        | +145,3 |
| 1990 | 631 263        | +31,3  |
| 2010 | 900 089        | +42,6  |
| 2013 | 923 544        | +2,6   |

## Administrativní členění
Město Padang je rozděleno do 11 distriktů (kecamatan):
- Bungus Teluk Kabung
- Koto Tangah
- Kuranji
- Lubuk Begalung
- Lubuk Kilangan
- Nanggalo
- Padang Barat
- Padang Selatan
- Padang Timur
- Padang Utara
- Pauh

## Partnerská města
- Hildesheim, Německo
- Vũng Tàu, Vietnam
- Bajt Lahíja, Palestina
- Chonburi, Thajsko
- Bandung, Indonésie

## Narozeni v Padangu
V Padangu se narodila rakouská modelka Puti Kaisar-Mihara.

## Galerie

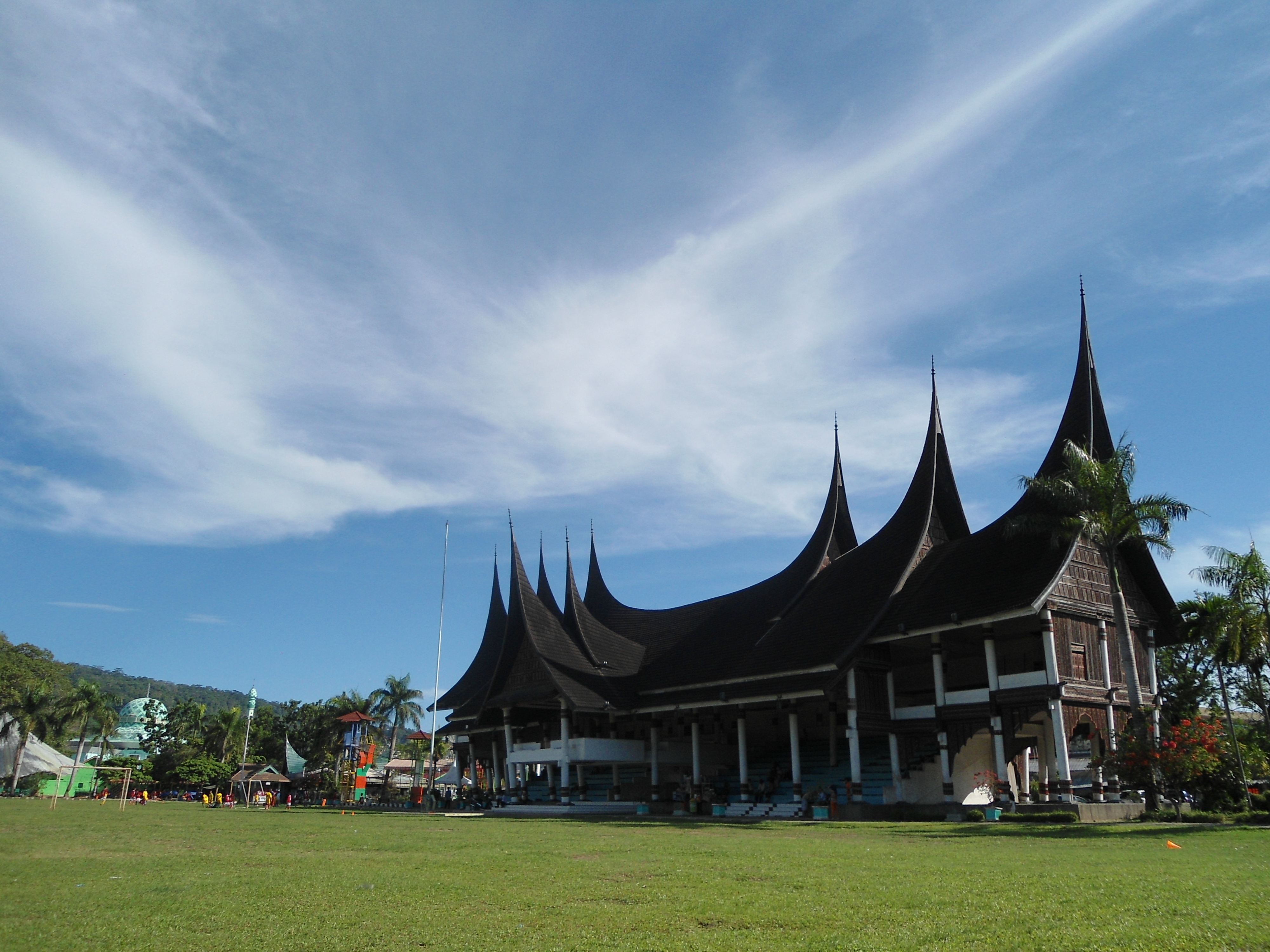
Tribune Imam Bonjol
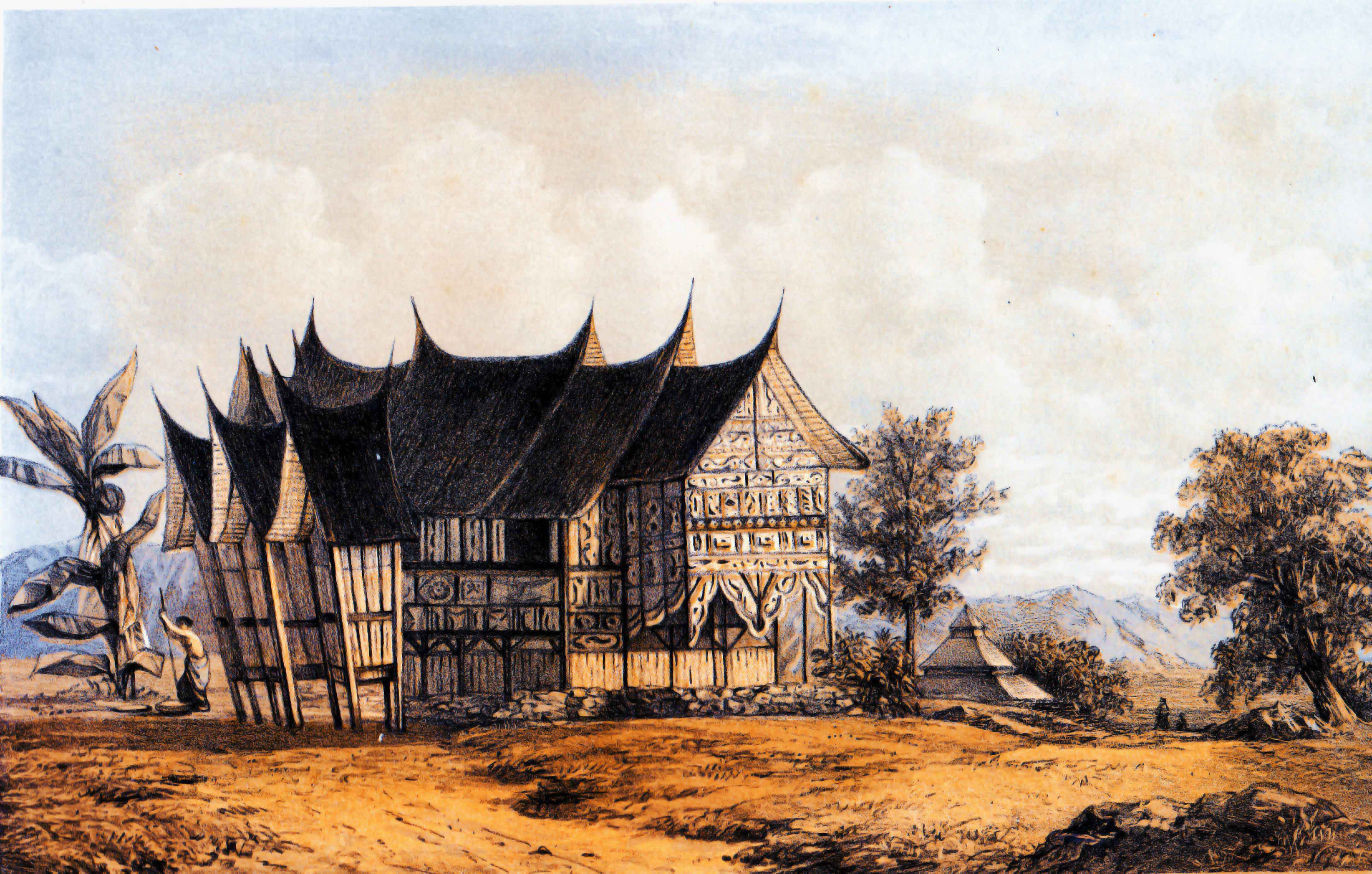
Padang v roce 1859
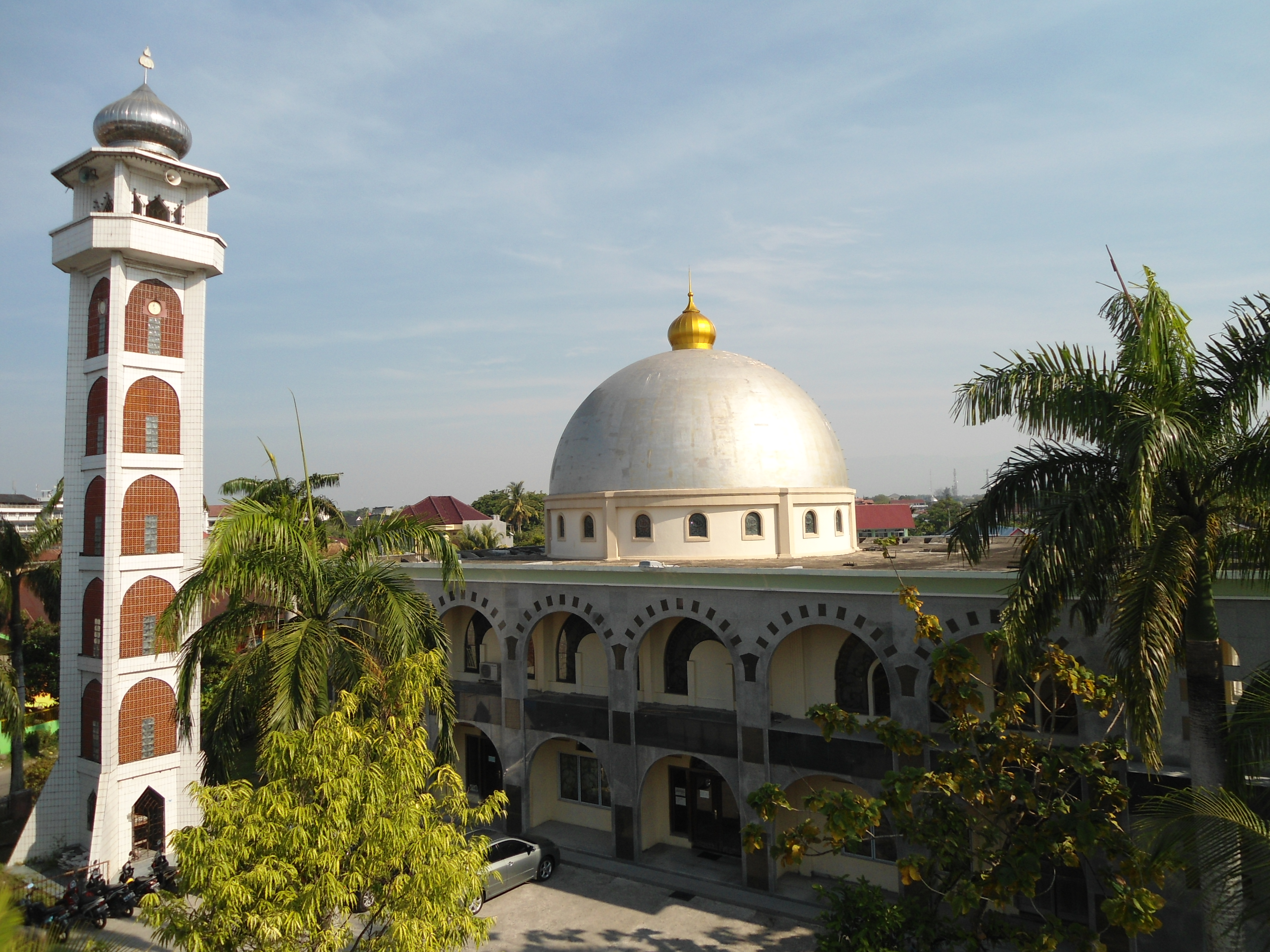
Masjid Sahara
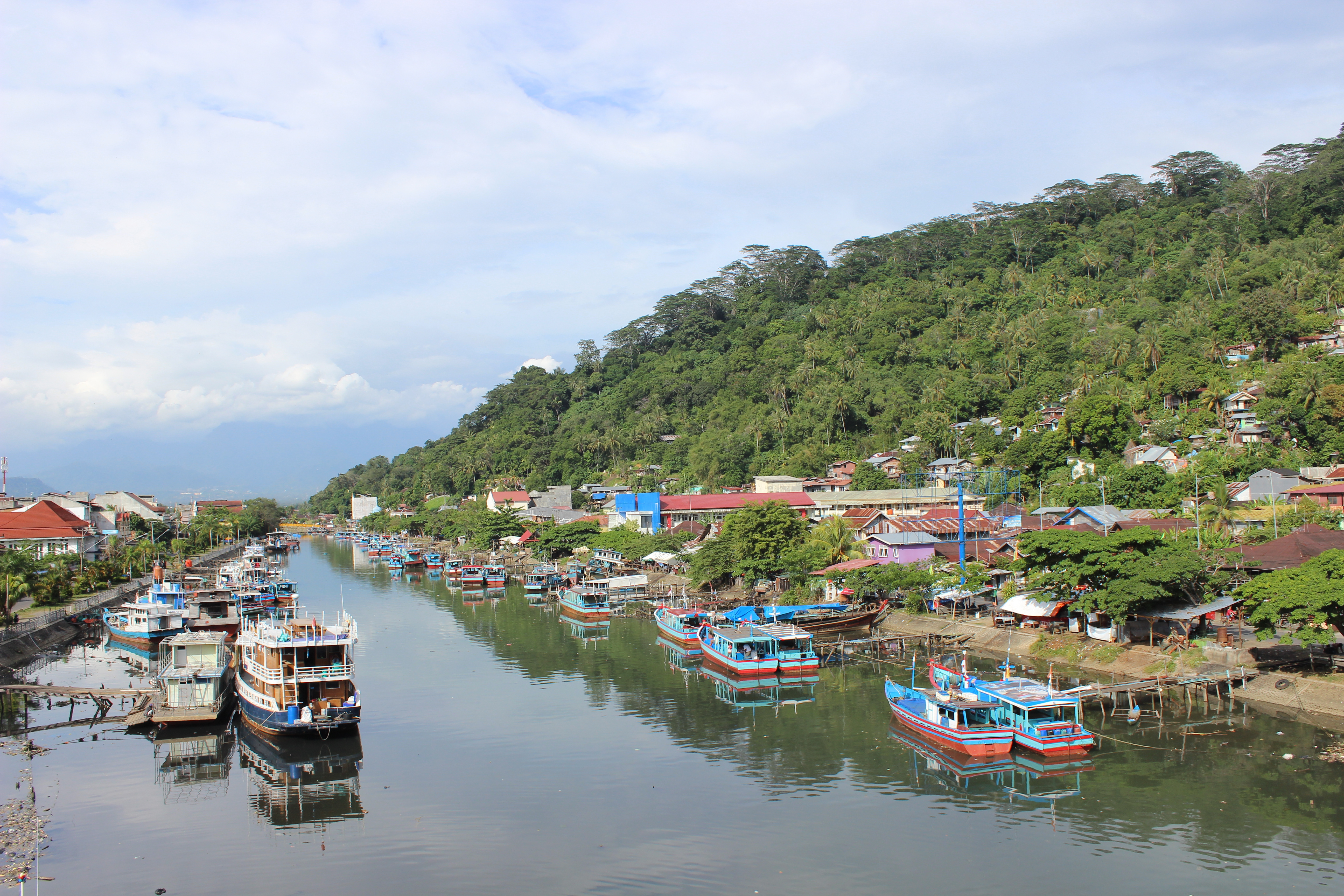
Řeka Arau
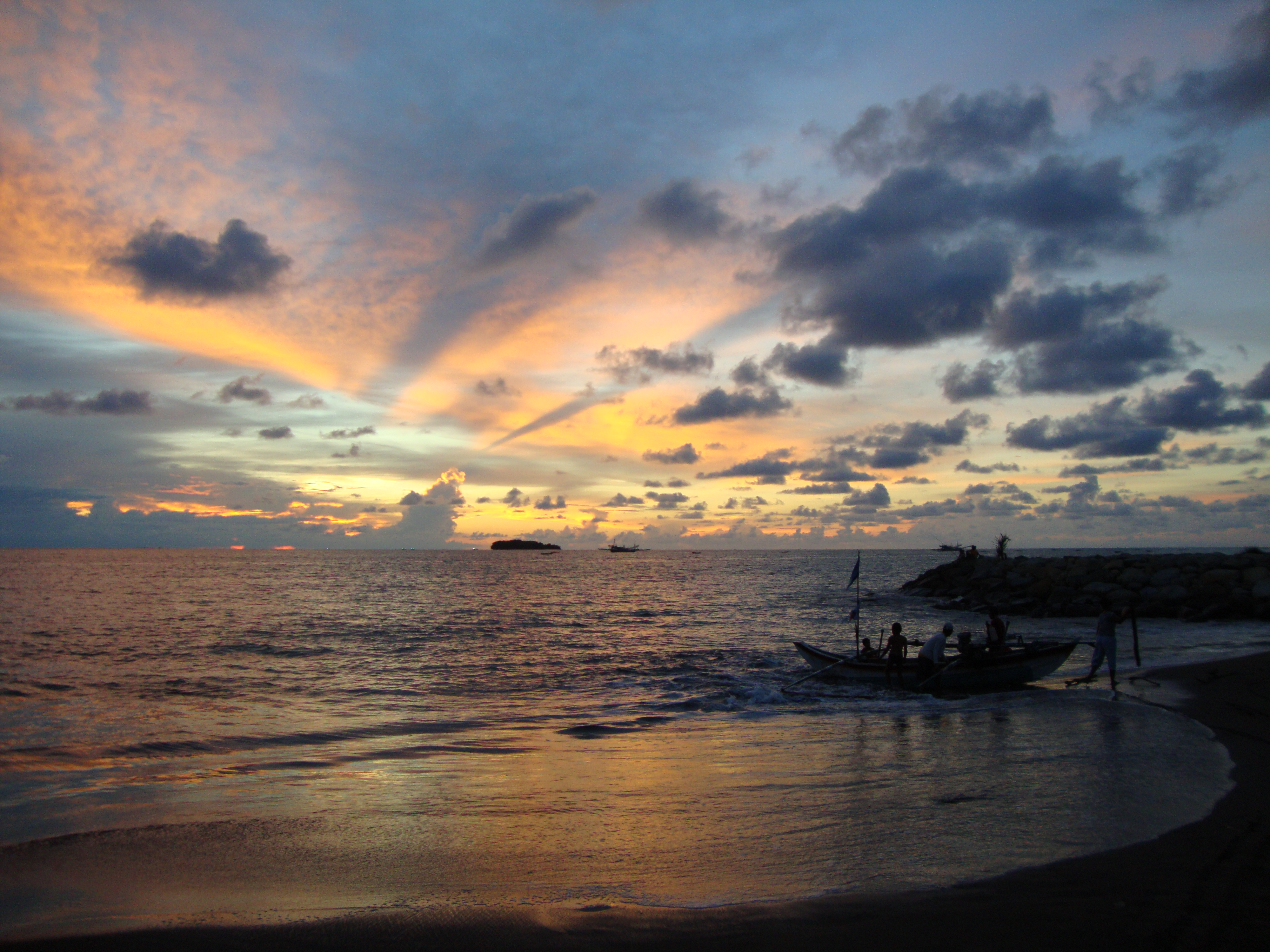
Pláž v Padangu
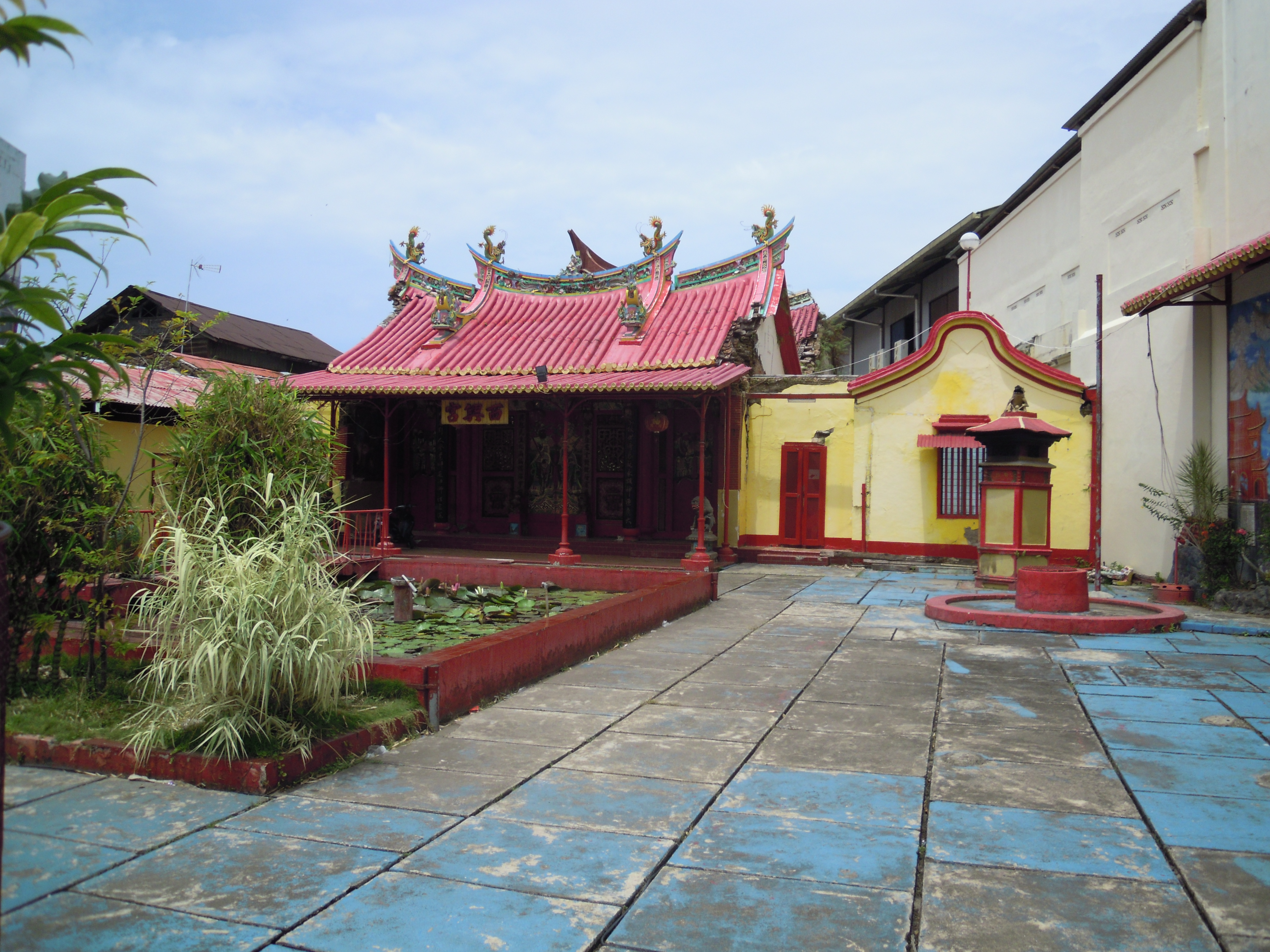
Čínská čtvrť